# Daniel Grigore
Daniel Grigore (Brașov, 22 luglio 1969) è un ex schermidore rumeno, specialista della sciabola, vincitore di una medaglia di bronzo ai Campionati mondiali di scherma.